# Sukov
Sukov es un municipio del distrito de Medzilaborce en la región de Prešov, Eslovaquia, con una población estimada a final del año 2024 de 149 habitantes.
Se encuentra ubicado al noreste de la región, cerca del río Laborec (cuenca hidrográfica del río Tisza) y de la frontera con Polonia.

## Demografía
| Año        | 1994 | 2004    | 2014    | 2024     |
| ---------- | ---- | ------- | ------- | -------- |
| Población  | 138  | 137     | 127     | 149      |
| Diferencia |      | −0,72 % | −7,29 % | +17,32 % |

| Año        | 2023 | 2024    |
| ---------- | ---- | ------- |
| Población  | 148  | 149     |
| Diferencia |      | +0,67 % |